# Tigrinhos
Tigrinhos é um município brasileiro do Estado de Santa Catarina. Localiza-se na Região Geográfica Imediata de Maravilha e na Região Geográfica Intermediária de Chapecó.

## História
O município de Tigrinhos, antigo distrito criado em 1961 e subordinado ao município de Maravilha, emancipou-se politicamente pela lei estadual nº 9221, de 29 de setembro de 1995.

## Geografia
Localiza-se a uma latitude 26º41'16" sul e a uma longitude 53º09'29" oeste, estando a uma altitude de 732 metros. Sua população estimada em 2004 era de 1.919 habitantes.

## Turismo
Tigrinhos é uma cidade de adultos: dos 1.876 habitantes, mais de 1.700 são eleitores e, conforme o Censo 2000, a maioria tem mais de 55 anos. A religiosidade que caracterizava os primeiros colonizadores permanece viva e se manifesta em duas importantes festas religiosas: o Dia de Santo Antônio e o Dia da Reforma Protestante. Há quatro grupos de idosos – o principal é o Sagrado Coração de Jesus – que promovem encontros, palestras e apresentações de canto e de dança. O município, após o fim do ciclo da madeira, vive da agropecuária, com destaque para o fumo, seguido pelo feijão, milho e soja, além da criação de gado de leite.